# Metro Jerewan

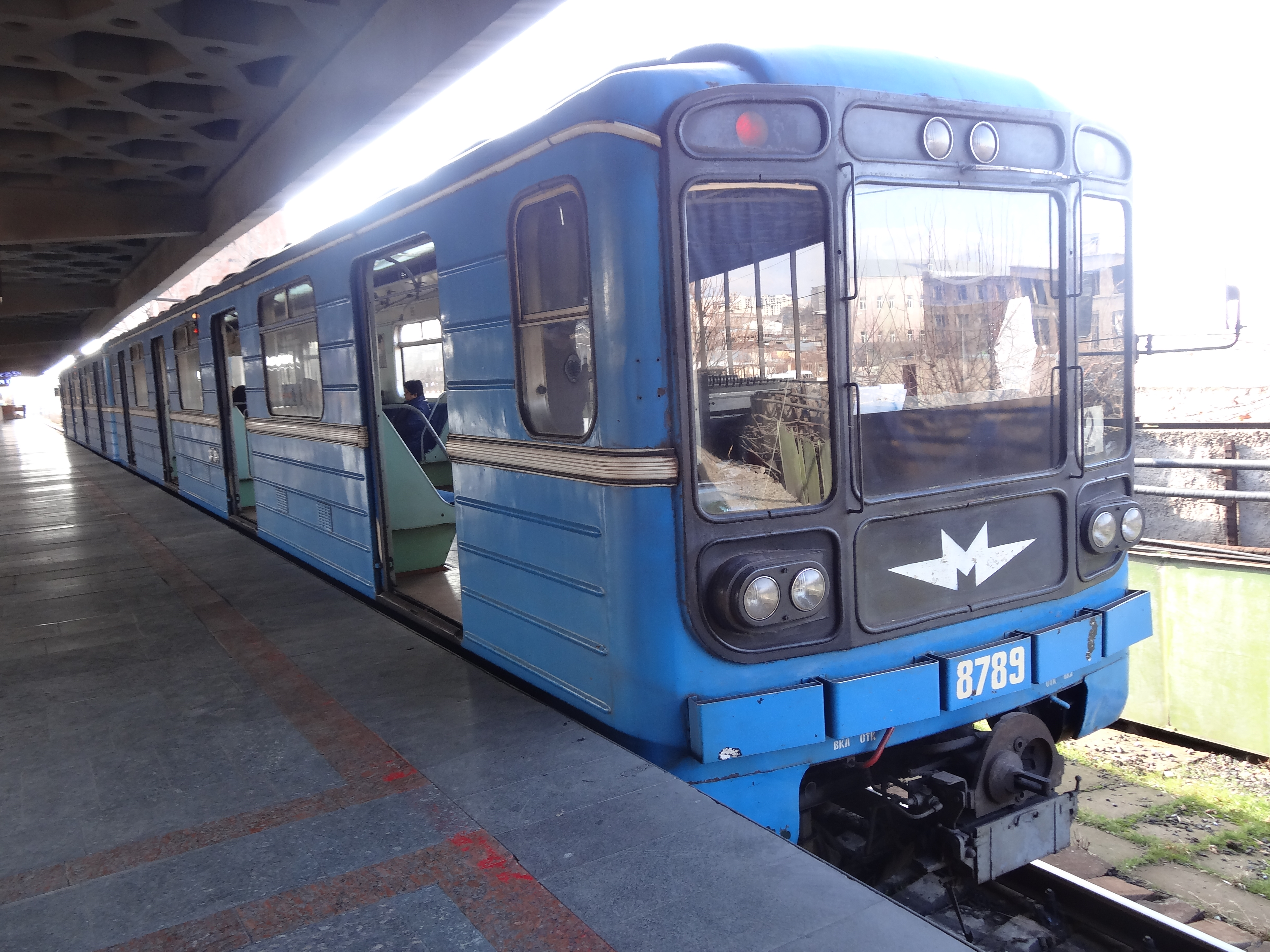
Zug der Metro Jerewan an der Station Sassunzi Dawit

Die Metro Jerewan (armenisch Կարեն Դեմիրճյանի անվան Երևանի Մետրոպոլիտեն ‚Karen Demirtschjan-Metro Jerewan‘) ist das U-Bahn-System der armenischen Hauptstadt Jerewan. Sie wurde 1981 eröffnet und bis 1996 in südliche Richtung erweitert. Ursprünglich als U-Straßenbahn geplant, veranlasste der Bevölkerungsanstieg den Betreiber, diese zu einer vollständigen Metro auszubauen. Das Unternehmen ist eine geschlossene Aktiengesellschaft in Staatsbesitz.

## Geschichte
Der Bau der ersten Linie begann 1972. Als allerdings nach fünf Jahren erst 3,9 km fertiggestellt waren, erging 1977 vom Zentralkomitee der KPdSU und dem Ministerialberater der Sondererlass „Bau der Metro von Jerewan“. Mit diesem Erlass wurden Bau- und Tunnelexperten anderer Städte wie Moskau, Leningrad, Tiflis oder Minsk in das Projekt mit einbezogen. Bekannte Architekten der U-Bahn sind Alexander Suchanow und Michail Tichanowitsch.
Die Metro Jerewan wurde am 7. März 1981 eröffnet und anschließend über die Jahre sukzessive nach Süden hin erweitert. Die letzte Station Tscharbach wurde 1996 in Betrieb genommen. Die Fahrgastzahlen stiegen von anfänglich 14 Millionen Fahrgästen jährlich (1981) auf 31 Millionen 1987 (dies entsprach damals 9 % aller Verkehrsmittel). 2012 wurden hingegen nur noch 14,9 Millionen Fahrgäste befördert. Im Jahr 2023 betrug die Fahrgastzahl 29 Millionen Passagiere. Die Gesamtlänge der Metro Jerewan beträgt 12,1 km mit zehn Stationen. Diese liegen mit Ausnahme der drei Stationen Sassunzi Dawit, Gorzaranajin und Tscharbach unterirdisch. Nach der Station Schengawit teilt sich die Strecke auf, um die beiden südlichen Endstationen Garegin Nschdehi hraparak und Tscharbach zu erreichen.

## Betrieb
Die Stationen haben eine Bahnsteiglänge von 105 m, was Fünf-Wagen-Züge ermöglicht. Zurzeit sind aber nur Züge mit zwei bis drei Wagen vom Typ Metrowagonmasch 81-717/714 im Einsatz, der auch in Moskau und anderen Städten der früheren Sowjetunion in Betrieb ist. Die Züge verkehren im Fünf-Minuten-Takt in der Hauptverkehrszeit, sonst alle 15 Minuten, mit einer Durchschnittsgeschwindigkeit von etwa 35 km/h. Der Betrieb endet täglich um ca. 00:00 Uhr. Der Ast zwischen Schengawit und Scharbach wird mit einem ganztäg etwa alle 15 Minuten verkehrenden Pendelzug bedient, der nur aus einem Wagen besteht.
Die Metro befindet sich seit dem Zerfall der Sowjetunion in einer tiefen Krise. Finanzmittel für den weiteren Ausbau der Metro, die das Verkehrsmittel konkurrenzfähig machen könnten, sind nicht absehbar.

## Liste der Stationen
In der nachfolgenden Tabelle sind die Stationen der Linie von Nord nach Süd aufgeführt.
| Bild                      | Armenischer Name transkribiert / original         | Lage         | Eröffnet      | Karte |
| ------------------------- | ------------------------------------------------- | ------------ | ------------- | ----- |
| Barekamutjun              | Barekamutjun Բարեկամություն                       | unterirdisch | 7. März 1981  | Lage  |
| Marschal Baghramjan       | Marschal Baghramjan Մարշալ Բաղրամյան              | unterirdisch | 7. März 1981  | Lage  |
| Jeritassardakan           | Jeritassardakan Երիտասարդական                     | unterirdisch | 7. März 1981  | Lage  |
| Hanrapetutjan hraparak    | Hanrapetutjan hraparak Հանրապետության հրապարակ    | unterirdisch | 1. Dez. 1981  | Lage  |
| Sorawar Andranik          | Sorawar Andranik Զորավար Անդրանիկ                 | unterirdisch | 2. Dez. 1989  | Lage  |
| Sassunzi Dawit            | Sassunzi Dawit Սասունցի Դավիթ                     | oberirdisch  | 7. März 1981  | Lage  |
| Gorzaranajin              | Gorzaranajin Գործարանային                         | oberirdisch  | 7. März 1981  | Lage  |
| Schengawit                | Schengawit Շենգավիթ                               | unterirdisch | 26. Jan. 1986 | Lage  |
| Garegin Nschdehi hraparak | Garegin Nschdehi hraparak Գարեգին Նժդեհի հրապարակ | unterirdisch | 4. Jan. 1987  | Lage  |
| Tscharbach                | Tscharbach Չարբախ                                 | oberirdisch  | 26. Dez. 1996 | Lage  |

## Zukünftige Erweiterungen
Folgende Erweiterungen sind geplant oder stehen zur Diskussion:
- Verlängerung der Linie 1 weiter nach Nordwesten, zunächst um zwei Stationen. Die Tunnel bis zum linken Ufer des Flusses Hrasdan wurden bereits in der sowjetischen Periode gebohrt. Das tief eingeschnittene Flusstal soll mittels einer Brücke überquert werden.
- Bau einer Linie 2 vom Stadtzentrum zur Station Barekamutjun der Linie 1 und weiter nach Nordosten
- Bau einer Linie 3 in ost-westlicher Richtung, mit der Station Jeritassardakan als Umsteigebahnhof zur Linie 1